# Língua ubang
Ubang é uma língua Bendi da Nigéria, falda em Cross River (estado) por cerca de 11 mil pessoas. É notável por apresentar formas diferentes para falantes homens ou mulheres. Diferenças no vocabulário são consideradas muito maiores do que o inglês britânico e americano, por exemplo, uma vez que muitas palavras não têm sons nem letras similares; homens e mulheres são capazes de se entender, já que as crianças falam a língua feminina até aproximadamente dez anos de idade.

## Exemplos de palavras Ubang masculino e feminino
| Português | Ubang masculino | Ubang feminino |
| --------- | --------------- | -------------- |
| cão       | abu             | akwakwe        |
| árvore    | kitchi          | okweng         |
| água      | bamuie          | amu            |
| xícara    | nko             | ogbala         |
| roupa     | nki             | ariga          |
| arbusto   | bibiang         | déyirè         |
| bode      | ibue            | obi            |